# Hamato Yoshi
Hamato Yoshi är en karaktär i berättelserna om mutantsköldpaddorna Teenage Mutant Ninja Turtles. I alla versioner var han en stor ninja, med starka band till Splinter. Dock finns han inte längre, men hans närvaro märks ibland tydligt, särskilt i 1987 års tecknade TV-serie, serietidningsversionen "Teenage Mutant Ninja Turtles Adventures" och 2003 års TV-serie.

## Eastman and Laird's Teenage Mutant Ninja Turtles
I originalserietidningarna från 1984 var Hamato Yoshi en högt rankad ninja inom Fotklanen i Japan. Han hade en råtta vid namn Splinter, som härmade hans rörelser då han övade ninjutsu. Han hade också en flickvän vid namn Tang Shen, vilket gjorde en person vid namn Oroku Nagi avundsjuk. Oroku Nagi frågade chans på Tang Shen, som sa nej. Då Tang Shen angreps av Oroku Nagi försökte Hamato Yoshi försvara henne, och Oroku Nagi dödades. Hamato Yoshi kastades ut ur Fotklanen, och migrerade till USA tillsammans med Tang Shen. Oroku Nagis bror Oroku Saki följde dem till New York och dödade dem båda för att hämnas Oroku Nagis död. Dock flydde Splinter ner i kloakerna, där han muterades tillsammans med sköldpaddorna, vilka han tränade i ninjutsu för att låta dem hämnas Hamato Yoshis död. I Tales of the TMNT #22 stöter sköldpaddorna på en kvinnlig ninja med handskar liknande Shredders; och hon försöker döda sköldpaddorna för vad Hamato Yoshi gjort mot hennes familj, trots att hon visade sig egentligen inte tillhöra Oroku-familjen alls. Det fick sköldpaddorna att undra om Splinter undanhållit dem något.

## 1987 års tecknade TV-serie
I 1987 års tecknade TV-serie lever fortfarande Hamato Yoshi, nu som Splinter sedan han av det muterande ämnet muterats till en människoråtta. Kärleksaffärerna slopades nu.
Hamato Yoshi hade en hög position inom Fotklanen i Japan, men Oroku Saki försökte få honom anklagad för att ha försökt knivmörda en av ledarna. Vanärad migrerade Hamato Yoshi till USA, där han gömde sig i kloakerna under New York. Flera år senare anlände Oroku Saki till New York, och dumpade mutagen i kloakerna för att döda Hamato Yoshi. Men istället fick det Hamato Yoshi att muteras till en människoråtta, medan sköldpaddorna blev förmänskligade. Splinter tränade sköldpaddorna i ninjutsu, för att lära dem försvara sig eftersom det annorlunda föraktas av många. Sköldpaddorna lovar att söka upp den som hälde ner mutagenet, och tvinga denne att förvandla Splinter till människa igen. Flera år senare slår sköldpaddorna följde med April O'Neil, och tillsammans får de reda på att Oroku Saki orsakade mutationen.
I avsnittet Splinter No More finner Donatello rester av mutagenet som en gång förvandlade dem, och använder det för att mutera Splinter tillbaka till Hamato Yoshi. Hamato Yoshi går upp på gatan, men effekten upphör att verka och han måste tillbaka till underjorden innan polisen hittar honom.
Serietidningsversionen Teenage Mutant Ninja Turtles Adventures följer samma bakgrund, då de första berättelserna är identiska.

## Långfilmer
Hamato Yoshi beskrivs i den första långfilmen. Här följs mest 1984 års originalserietidningar, men Oroku Nagi slopades och Tang Shen övertalar Hamato Yoshi att fly från Japan till USA för att fly till från Oroku Saki. Oroku Saki vill hämnas och letar efter dem i flera år. I New York hittar han slutligen dem, och mördar dem medan Hamato Yoshis råtta Splinter flyr och senare muteras. Vilka det var som spelade Yoshi och Tang Shen i filmen står inte med i handlingen.

## 2003 års TV-serie
I 2003 års TV-serie har Hamato Yoshi en annan bakgrund. Här är han inte en medlem i Fotklanen. Istället vandrar han som föräldralös femåring, tillsammans med sin vän Yukio Mashimi, runt på gatorna i Japan under 1960-talet. De två togs upp av en gammal ninjamästare, som tränade och uppfostrade dem som sina egna söner. De båda blev kära i samma flicka, Tang Shen, men hon var endast kär i Hamato Yoshi. Under denna tid tog sig Tang Shen an en råtta, som tagit sig in i huset, som sitt husdjur.
En kväll såg Hamato Yoshi, Tang Shen och Mashimi en ensam man som attackerades av fyra ninjas. Hamato Yoshi och Mashimi försökte hjälpa honom, och han visade sig vara utromen Mortu, och ninjorna var medlemmar av Fotklanen. Mortu erbjöd Hamato Yoshi och Mashimi att bli hans beskyddare, vilket de tackade ja till.
Som beskyddare blev Hamato Yoshi mer och mer framgångsrik, medan Mashimi inte tycktes avancera. Mashimi blev avundsjuk då Hamato Yoshi passerade honom, och i sin ilska mördade han Tang Shen och ledde utromerna till Shredder. Hamato Yoshi och utromerna flydde då de såg vad som skett. I sin ilska stormade Hamato Yoshi Fotklanens citadell och slog ihjäl Mashimi.
Under namnet TCRI flyttade utromerna från Tokyo till New York. Hamato Yoshi följde med dem, tillsammans med Tang Shens husdjursråtta som han kallade Splinter, och påminde sig själv om hatet och ilskan som fick honom att slå ihjäl Mashimi.
Shredder spårade Hamato Yoshi, och försökte tvinga honom att säga vad utromerna befann sig. Hamato Yoshi vägrade, och blev dödad. Splinter flydde ner i kloakerna, där han sedan muterades tillsammans med sköldpaddorna. Han tränade sköldpaddorna i ninjutsu, som han lärt sig av Hamato Yoshi. I ett avsnitt avslöjas det att Hamato Yoshi och ninjamästaren försökt att, förgäves, få hjälp av ninjatribunalen mot Shredder. De sa nej då de menade att det inte var den äkta Shredder även om utrom-Shredder blev starkare. Därför beskyllde Splinter ninjatribunalen för Hamato Yoshis död.
Hamato Yoshi var även en tidigare mästare i Battle Nexus, vilket kan ses i tillbakablickar på Battle Nexus. En staty av honom finns i mästarnas hall, och bredvid finns statyer av Splinter och Michelangelo, som vann de två följande turneringarna. Innan utromerna lämnade Jorden gav de Splinter ett hologram av Hamato Yoshi, vilket förstördes av Shredders adoptivdotter Karai, då hon anföll sköldpaddornas hem i kloakerna i avsnittet "Scion of the Shredder".
I avsnittet "Enter the Dragon Part II" uppenbarar sig en ande av Hamato Yoshi för Splinter och besegrar Tengu-Shredder, för att därefter försvinna igen.

## 2012 års TV-serie
I 2012 års TV-serie är det, precis som i 1987 års version, Hamato Yoshi som utsätts för mutagenet och blir Splinter. I första avsnittet, "Rise of The Turtles - Part 1-2", berättar Splinter om sitt liv för Hamato Yoshi för sköldpaddorna, att han gifte sig med Tang Shen och hade barn. Yoshi/Splinters röst läses i denna version av Hoon Lee.